# 쩐데현
쩐데현(베트남어: Huyện Trần Đề / 縣鎭夷)은 베트남 메콩강 삼각주 속짱성의 현이다.

## 행정 구역
쩐데현은 2시진, 8사를 관할하고 있다.

### 시사
- 쩐데 시사 (Thị trấn Trần Đề, 鎭夷市鎭)
- 호이트엉 시사 (Thị trấn Lịch Hội Thượng, 曆會上市鎭)

### 사
- 다이언 사 (Xã Đại Ân 2, 大恩二社)
- 호이트엉 사 (Xã Lịch Hội Thượng, 曆會上社)
- 리에우뚜 사 (Xã Liêu Tú, 遼綉社)
- 따이반 사 (Xã Tài Văn, 才文社)
- 트이안 사 (Xã Thạnh Thới An, 盛泰安社)
- 트이투언 사 (Xã Thạnh Thới Thuận, 盛泰順社)
- 쭝빈 사 (Xã Trung Bình, 中平社)
- 비엔안 사 (Xã Viên An, 園安社)
- 비엔빈 사 (Xã Viên Bình, 園平社)